# 中远海运控股
中遠海運控股股份有限公司（港交所：1919，上交所：601919）前稱中國遠洋控股股份有限公司，英文為COSCO shipping holding，總部設於中華人民共和國，是中国远洋运输集团航運主业的海外上市旗舰平台。是一家提供綜合集裝箱航運服務的主要全球供應商之一，業務包括提供集裝箱航運價值鍵內廣泛系列的集裝箱航運、集裝箱碼頭、集裝箱租賃以及貨運代理及船務代理服務。

## 招股上市
2005年6月，中國遠洋H股招股，招股定價每股4.25港元，同年6月30日在香港掛牌上市。2007年，H股每10股送1.5紅股。
2007年，中國遠洋A股招股，招股定價每股8.48元人民幣，同年6月26日掛牌上市。

## 近年動向
中國遠洋持有中遠集裝箱運輸有限公司（簡稱「中遠集運」或「中远海运集运」）100%權益及香港上市公司中远太平洋（1199）52%權益。
直至2007年6月30日度純利為9.69億元人民幣，資產淨值為442億元人民幣。
2007年6月26日，中國遠洋在上海證券交易所上市。同年，中國遠洋以向中遠集團以346億元收購乾散貨運資產，包括中遠散運、青島遠洋及中遠香港持有的Gold-enView全部股權、另外再收購深圳遠洋的部份股權。
2009年8月，中國遠洋向中遠太平洋收購中遠物流49%的股權，中遠物流成為中國遠洋旗下全資附屬公司；同時中國遠洋向中遠集團收購集裝箱航運服務供應商上海遠洋。
2010年度股東應佔溢利67億多元人民幣。2011年度股東應佔虧損104億多元人民幣。
其在上海证券交易所的股票由2013年3月29日起由「中國遠洋」變更為「*ST遠洋」，並停牌1日。
2013年3月27日，中國遠洋與中遠總公司訂立股權轉讓協議，向其出售旗下中遠物流的全部股權，代價為67.4億元人民幣。
2015年「中國遠洋」攜手招商局國際和中國主權財富基金中投公司旗下的海外直接投資公司，宣布成立合營企業，並收購土耳其第三大的Kumport碼頭，立足「一帶一路」歐、亞、非三大洲市場交界的海運十字路口。中國遠洋最新公告，設在盧森堡的合資公司將斥資逾9億美元，收購土耳其伊斯坦堡Kumport碼頭約65%股份成為最大股東。Kumport碼頭是土耳其第三大貨運物流碼頭，位於黑海門戶，居歐洲與亞洲市場的戰略樞紐。過去五年間，Kumport碼頭進出的貨櫃數量複合年增長率保持在30%以上，2014年貨櫃吞吐量達1400萬個標準箱。中國遠洋表示，收購Kumport碼頭，看好土耳其是絲綢之路經濟帶和21世紀海上絲綢之路沿線的戰略要塞；而土耳其高度依賴能源進口，致力打造跨洲、跨區的交通和能源中轉樞紐。中國遠洋加快國企整合併購腳步，已在2015年9月15日晚間發布《重大事項繼續停牌公告》，21世紀經濟報道指出，中國遠洋將與中海集運資產重組，近日將發布進行國企整合。
2015年12月11日，經報中華人民共和國國務院批准，中國海運集團總公司整體併入中國遠洋，成為其全資子企業。中國海運集團總公司不再作為國務院國有資產監督管理委員會直接監管企業，新名稱為「中國遠洋海運集團有限公司」，將成為全球第四大集裝箱海運商，總部將設於上海。
2016年2月18日，由中遠集團、中國海運集團總公司兩大央企航運巨頭重組而成的中國遠洋海運集團公司（簡稱「中國遠洋海運」）在上海正式掛牌成立，新集團成立後總資產達6,100億元（人民幣，下同）。
2016年11月4日，「中國遠洋控股股份有限公司」更名為「中遠海運控股股份有限公司」。
2017年7月，中遠海運控股夥同上港集團向東方海外股東提出附先決條件的收購建議，作價為每股78.67港元現金，如建議獲全數股份接納，總代價將為約492億港元。收購方表示有意在收購成功後保留東方海外在港交所的上市地位。

## 外部連結
- 中國遠洋